# Ha Ha Clinton-Dix
Pour les articles homonymes, voir Clinton.
(en) Statistiques sur pro-football-reference
Ha'Sean « Ha Ha » Clinton-Dix, né le 21 décembre 1992 à Orlando en Floride, est un joueur américain de football américain qui a évolué pendant huit saisons au poste de safety en National Football League (NFL).

## Biographie

### Carrière universitaire
Il étudie à l'université de l'Alabama et joue alors pour le Crimson Tide de l'université de l'Alabama dans la NCAA Division I Football Bowl Subdivision (FBS). Il y remporte le titre national en 2011 et 2012. Il est reconnu joueur All-American par consensus et est sélectionné dans l'équipe type de la SEC au terme de la saison 2013.
Clinton-Dix retourne à l'école en 2017 pour terminer son stage de diplôme au département de police de Green Bay. Il reçoit son diplôme en justice pénale en 2018.

### Carrière professionnelle
Il est sélectionné à la 21e place de la draft 2014 de la NFL par les Packers de Green Bay.

#### Saison 2014
Le 29 mai 2014, Clinton-Dix signe un contrat de quatre ans avec les Packers pour 8 338 501 dollars comprenant une prime à la signature de 4 384 364 dollars.
En 2014, lors de son année rookie, il participe à tous les matchs de la saison régulière, cumulant 65 tacles, 6 passes déviées et une interception. Cette première interception en carrière professionnelle est réalisée le 21 septembre 2014 aux dépens du quarterback Matthew Stafford des Lions de Détroit. Sélectionné dans l'équipe-type 2014 des recrues (NFL All-Rookie Team), il est considéré comme étant un des meilleurs débutants de la saison au poste de safety.
Le 1er mai 2017, les Packers activent l'option de cinquième année de son contrat.
Le 30 octobre 2018, Clinton-Dix est échangé aux Redskins de Washington contre un choix de quatrième tour de la draft 2019.
Le 14 mars 2019, Clinton-Dix signe un contrat d'un an d'un montant de 3,5 millions de dollars avec les Bears de Chicago.
Le 20 mars 2020, il signe un contrat d'un an d'un montant de 3,75 millions de dollars avec les Cowboys de Dallas, mais est libéré le 3 septembre 2020 peu avant le début de la saison régulière.
Le 12 août 2021, il signe un contrat d'un an avec les 49ers de San Francisco mais est à nouveau libéré fin du mois d'août.
Le 15 septembre 2021, il est engagé par les Raiders d'Oakland pour intégrer leur équipe d'entraînement. Les Raiders le libèrent le 8 décembre 2021 mais il est engagé une semaine plus tard par les Broncos de Denver où il intègre leur équipe d'entraînement.
Le 29 décembre 2022, Clinton-Dix prend sa retraite du football américain professionnel après avoir signé un contrat d'un jour avec les Packers,.

## Carrière d'entraîneur
Deux jours après avoir pris sa retraite, il est engagé comme directeur du développement des joueurs par son ancienne équipe universitaire, le Crimson Tide de l'Alabama.

## Statistiques

### En NCAA
| Année       | Équipe                    | Statut      | MJ |       | Plaquages | Plaquages | Plaquages | Plaquages |       | Interceptions | Interceptions | Interceptions | Interceptions |  | Fumbles | Fumbles |
| Année       | Équipe                    | Statut      | MJ | Total | Seul      | Ast.      | Sacks     | Nb.       | Yards | Déf.          | TD            | Nb.           | Rec.          |  |         |         |
| 2011        | Crimson Tide de l'Alabama | Fr.         | 13 | 11    | 05        | 06        | 0         | 0         | 0     | 2             | 0             | 0             | 0             |  |         |         |
| 2012        | Crimson Tide de l'Alabama | So.         | 14 | 37    | 23        | 14        | 0         | 5         | 91    | 9             | 0             | 1             | 0             |  |         |         |
| 2013        | Crimson Tide de l'Alabama | Jr.         | 11 | 50    | 30        | 20        | 0         | 2         | 24    | 4             | 0             | 0             | 0             |  |         |         |
| Totaux NCAA | Totaux NCAA               | Totaux NCAA | 38 | 98    | 58        | 40        | 0         | 7         | 115   | 15            | 0             | 1             | 0             |  |         |         |

### En NFL
| Année      | Équipe                 | MJ |       | Plaquages | Plaquages | Plaquages | Plaquages |       | Interceptions | Interceptions | Interceptions | Interceptions |  | Fumbles | Fumbles |
| Année      | Équipe                 | MJ | Total | Seul      | Ast.      | Sacks     | Nb.       | Yards | Déf.          | TD            | Nb.           | Rec.          |  |         |         |
| 2014       | Packers de Green Bay   | 16 | 092   | 65        | 27        | 1,0       | 1         | 09    | 6             | 0             | 0             | 1             |  |         |         |
| 2015       | Packers de Green Bay   | 16 | 100   | 83        | 17        | 3,0       | 2         | 02    | 3             | 0             | 1             | 0             |  |         |         |
| 2016       | Packers de Green Bay   | 16 | 080   | 62        | 18        | 0,5       | 5         | 75    | 7             | 0             | 1             | 0             |  |         |         |
| 2017       | Packers de Green Bay   | 16 | 079   | 65        | 14        | 0,0       | 3         | 05    | 6             | 0             | 0             | 0             |  |         |         |
| 2018       | Packers de Green Bay   | 07 | 027   | 24        | 03        | 1,0       | 3         | 25    | 3             | 0             | 1             | 0             |  |         |         |
| 2018       | Redskins de Washington | 09 | 066   | 56        | 10        | 0,0       | 0         | 0     | 3             | 0             | 1             | 2             |  |         |         |
| 2019       | Bears de Chicago       | 16 | 078   | 62        | 16        | 0,0       | 2         | 96    | 5             | 1             | 0             | 2             |  |         |         |
| 2020       | Raiders de Las Vegas   | 02 | -     | -         | -         | 0,0       | -         | -     | -             | 0             | 0             | 0             |  |         |         |
| Totaux NFL | Totaux NFL             | 98 | 522   | 417       | 105       | 5,5       | 16        | 212   | 33            | 1             | 4             | 5             |  |         |         |

| Année      | Équipe               | MJ |       | Plaquages | Plaquages | Plaquages | Plaquages |       | Interceptions | Interceptions | Interceptions | Interceptions |  | Fumbles | Fumbles |
| Année      | Équipe               | MJ | Total | Seul      | Ast.      | Sacks     | Nb.       | Yards | Déf.          | TD            | Nb.           | Rec.          |  |         |         |
| 2014       | Packers de Green Bay | 2  | 11    | 08        | 3         | 0         | 2         | 53    | 3             | 0             | 0             | 0             |  |         |         |
| 2015       | Packers de Green Bay | 2  | 09    | 06        | 3         | 0         | 1         | 0     | 4             | 0             | 0             | 0             |  |         |         |
| 2016       | Packers de Green Bay | 3  | 11    | 11        | 0         | 0         | 0         | 0     | 4             | 0             | 0             | 0             |  |         |         |
| Totaux NFL | Totaux NFL           | 7  | 31    | 25        | 6         | 0         | 3         | 53    | 11            | 0             | 0             | 0             |  |         |         |

## Identité visuelle

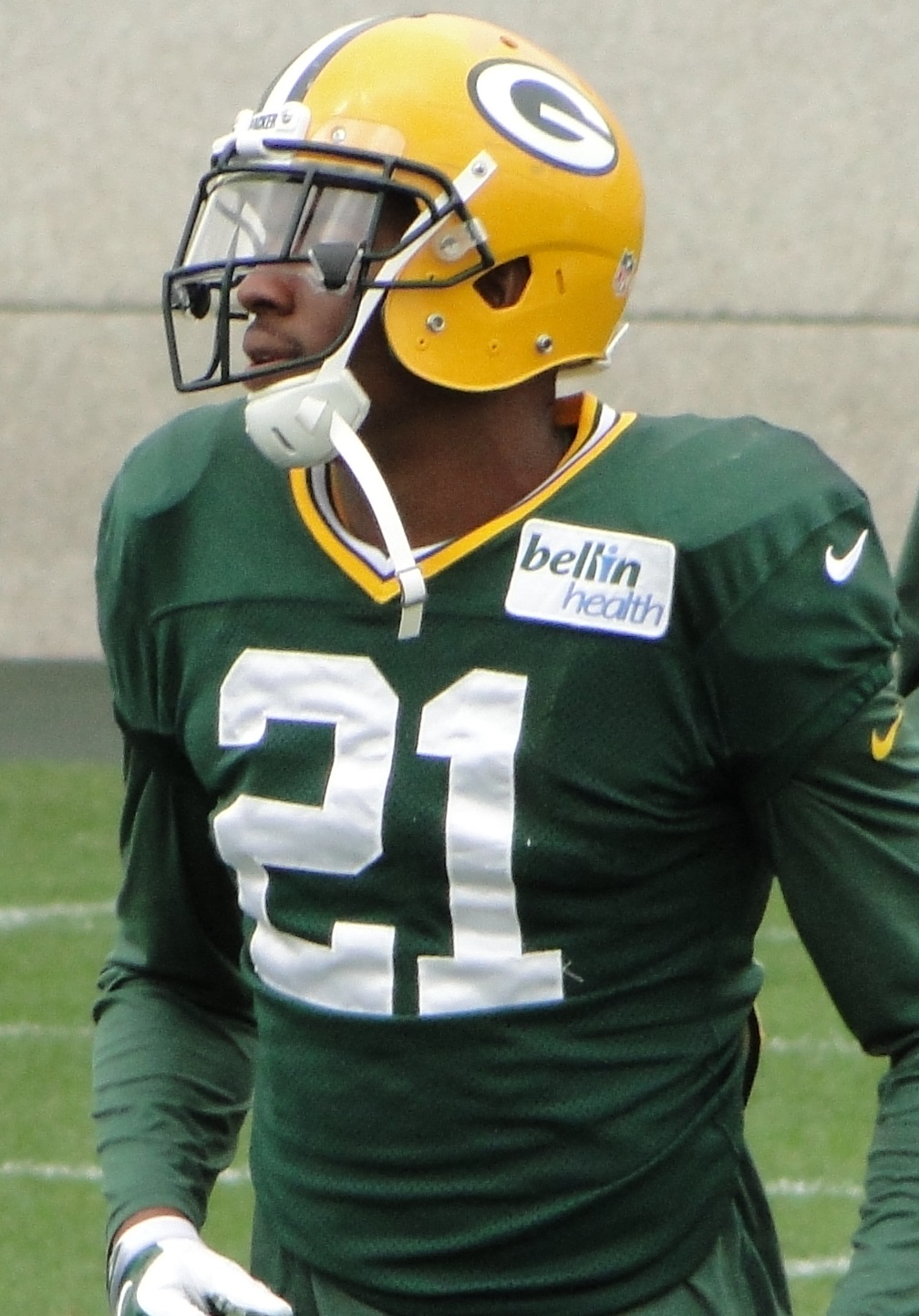
Clinton-Dix en 2014.
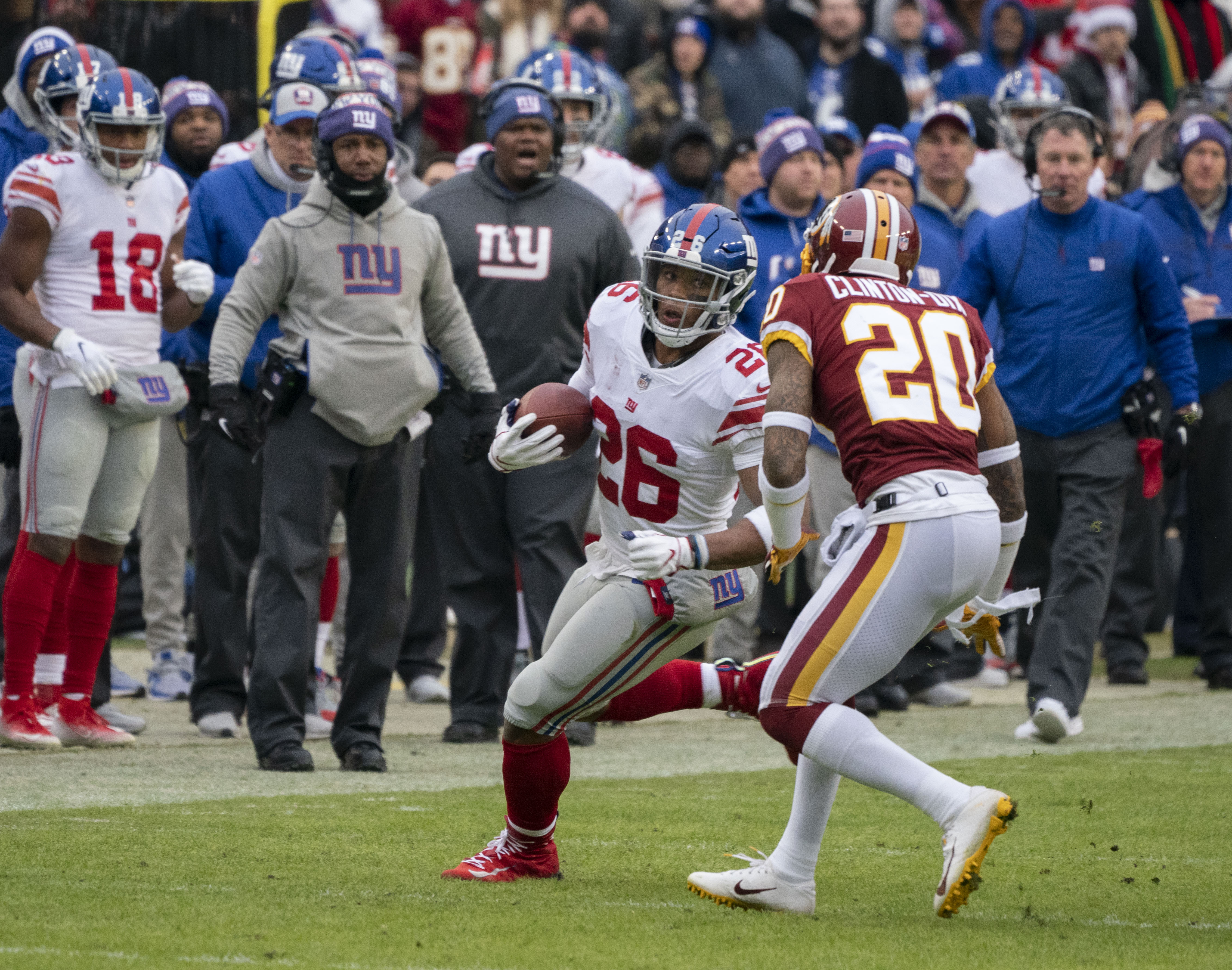
Clinton-Dix (N°20) en décembre 2018 contre les Giants de New York.
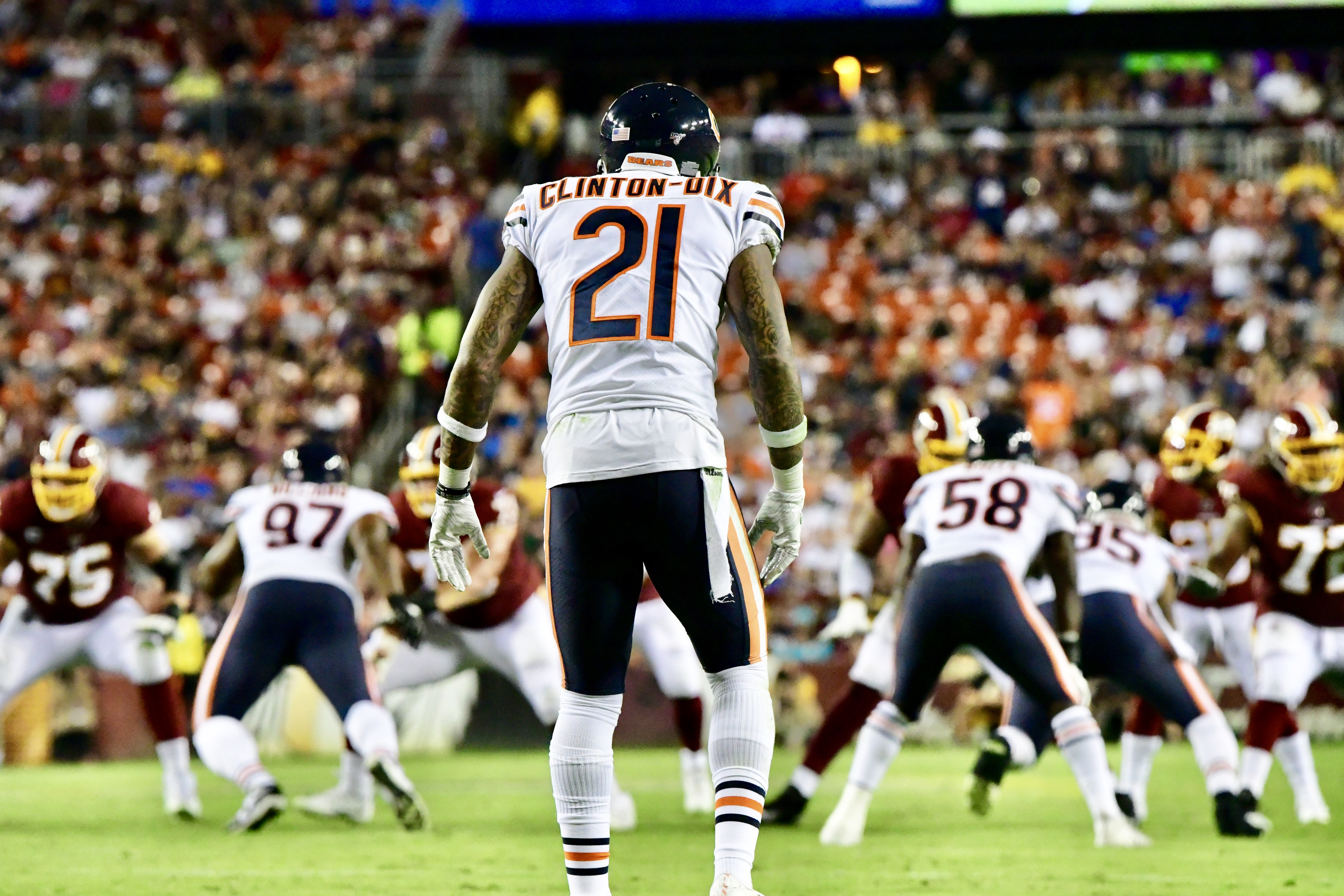
Clinton-Dix (N°21) en 2019 contre les Redskins de Washington.